# スレン・オセピャン
スレン・グリゴリエヴィチ・オセピャン（オフセピャン / オセピャンツ）（ロシア語: Сурен Григорьевич Осепян (Овсепян / Осепянц)、1890年12月10日 - 1918年9月20日）、民族名スレン・グリゴリ・ホヴセピアン（ホヴセピアンツ）（アルメニア語: Սուրեն Գրիգորի Հովսեփյան (Հովսեփյանց)）は、アルメニア人の革命家であり、26人のバクー・コミッサールの一員である。

## 生涯
1890年、ロシア帝国エリザヴェトポリ県エリザヴェトポリに生まれ、中等学校時代から革命運動に参加。1906年にロシア社会民主労働党に入党した。1909年に中等学校を卒業してモスクワ大学に進み、ロシア社会民主労働党モスクワ委員会に加入し革命運動に関わるも、1910年に逮捕されハリコフへ送られた。その後も『プラウダ』や『教育』などボリシェヴィキの新聞・雑誌に寄稿し、1914年からは従軍先でもプロパガンダ活動に従事。二月革命後はエリザヴェトポリやカフカース戦線で革命運動に携わった。
翌1918年3月からバクーへ移りミュサヴァト党と闘争。『バクー・カフカース赤軍』や『バクー・ソビエト通報』各紙の編集者となるが、ボリシェヴィキ系のバクー・コミューンが崩壊すると捕らえられ、同年9月20日、他のコミューン成員らとともに処刑された。